# Greta Geyer
Greta Geyer (* 2001 in Hamburg) ist eine deutsche Schauspielerin. Sie wohnt in Berlin.

## Leben
Geyer wurde in Hamburg geboren und wuchs in Berlin auf. Nach ihrem Abitur 2020 absolvierte sie eine Vorausbildung als Tänzerin in der Jugend-Company des Tanzstudios motion*s in Berlin. 2022 begann sie ihre Schauspielausbildung an der Hochschule für Schauspielkunst Ernst Busch in Berlin. Seit 2021 steht Geyer als Schauspielerin vor der Kamera. An der Volksbühne Berlin trat sie als Tänzerin in dem Stück „Die Gewehre der Frau Kathrin Angerer“ auf.

## Filmografie
- 2022: Letzte Spur Berlin (Fernsehserie, 1 Folge)
- 2023: Die Diplomatin – Vermisst in Rom
- 2024: So weit kommt’s noch! (Fernsehfilm)

## Hörspiel
- 2025: Jette Volland: Forever Club (Mystery-Hörspiel-Podcast), WDR[6]